# Nussmakronenmasse
Nussmakronenmasse ist eine dressierfähige Masse aus zerkleinerten Hasel- oder Walnüssen (nicht aber anderen Nussarten) sowie Zucker und Eiklar, keinesfalls jedoch Mehl oder Stärke. Die aus dieser Masse hergestellten Makronengebäcke heißen Nussmakronen.
Im Sinne des Deutschen Lebensmittelbuchs ist Nussmakronenmasse ein eindeutig definiertes Halbfertigprodukt, nämlich eine Mischung aus Nussrohmasse, Zucker und Eiklar, wobei die Nussrohmasse wiederum aus den eben genannten zerkleinerten Nüssen und bis zu 35 % Zucker durch Abrösten hergestellt wird, das heißt durch intensives Vermischen unter Hitze. Zur Herstellung von Nussmakronenmasse dürfen dieser Rohmasse je 100 Gewichtsteilen höchstens 100 Gewichtsteile Zucker zugesetzt werden. Der Eiklar-Anteil muss mindestens 10 % des Gesamtgewichtes der fertigen Masse ausmachen, bei Verwendung von Trockeneinklar entsprechend weniger. Diese Anforderungen sind identisch mit denen an Makronenmasse im Sinne der Leitsätze des Lebensmittelbuchs, nur mit Nüssen anstelle von Mandeln. Ein erneutes Abrösten ist bei der Herstellung nicht unbedingt nötig, jedoch möglich.
Die Masse zur Herstellung von Nussmakronen kann jedoch auch ohne Verwendung von Nussrohmasse direkt aus den zerkleinerten Nüssen, Zucker und Eiklar durch gemeinsames Abrösten aller Zutaten bereitet werden. In diesem Fall wird mehr Zucker und Eiklar zugegeben, da der Zuckeranteil der Nussrohmasse wegfällt und die ganze Mischung aufnahmefähiger für Eiklar ist. Im fachsprachlichen Gebrauch der Bäcker werden solche Massen allgemein als Makronenmassen bezeichnet, im Sinne des Deutschen Lebensmittelbuchs wäre dies nicht korrekt.
Nussmakronenmasse kommt anders als Persipanmakronenmasse normalerweise nicht als kostensparendes Ersatzmaterial für Mandelmakronenmasse zum Einsatz. Makronen aus Nussmakronenmasse dürfen aber gemäß Lebensmittelbuch nicht einfach als „Makronen“ bezeichnet werden, sondern müssen eine entsprechende Ergänzung bekommen, wie etwa „Haselnussmakronen“.